# 加兴高桥站
加兴高桥站（德語：U-Bahnhof Garching-Hochbrück）是慕尼黑地铁6号线位于大学城加兴的一座车站，是离开慕尼黑进入加兴的第一个地铁站，毗邻加兴高桥工业区。本站开通于1995年10月28日，是慕尼黑地铁网络中第一座位于慕尼黑市域外的车站。